# Пахутинцы
Пахутинцы (укр. Пахутинці) — село в Волочисском районе Хмельницкой области Украины.
Население по переписи 2001 года составляло 537 человек. По последним данным население села составляло 395 человек. Почтовый индекс — 31234. Телефонный код — 3845. Занимает площадь 2,05 км². Код КОАТУУ — 6820985301.

## Местный совет
31234, Хмельницкая обл., Волочисский р-н, с. Пахутинцы